# Верт, Иоганн фон
Иоганн фон Верт (нем. Johann von Werth, 1591 — 12 сентября 1652) — имперский генерал кавалерии (16.7.1647), полководец Тридцатилетней войны. С 1634 года барон, с 1647 года граф. Также известен как Ян фон Верт (нем. Jan von Werth) или во французском языке Жан де Верт (фр. Jean de Werth).

## Биография

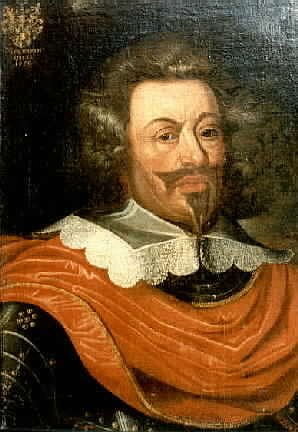
Иоганн фон Верт — бургграф Оденкирхена
(холст, масло)

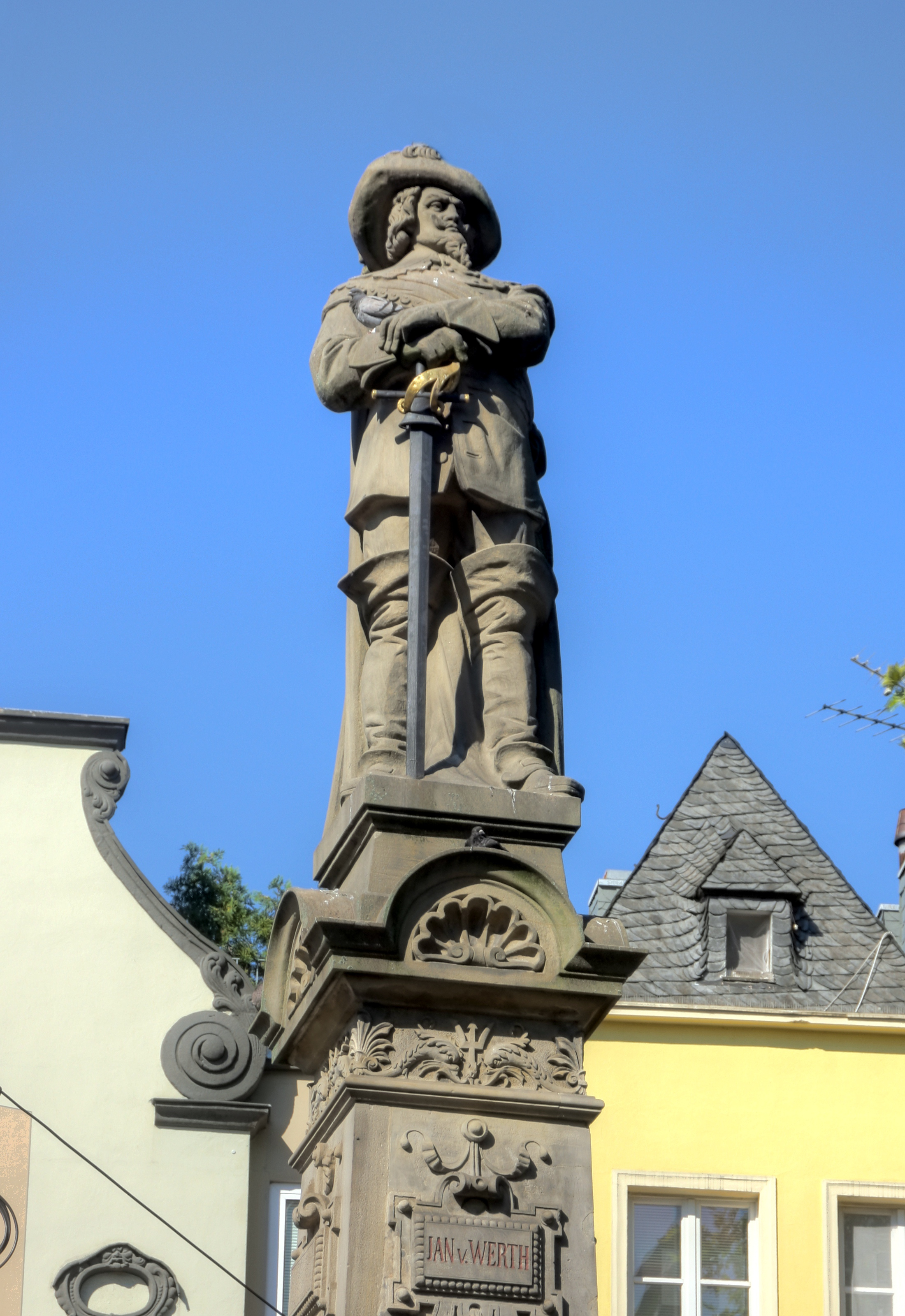
Памятник на старом рынке в Кёльне

Иоганн родился в 1591 году в Бюттгене (ныне Карст), герцогство Юлих (ныне земля Северный Рейн-Вестфалия) и был старшим сыном в семье с ещё восемью братьями и сёстрами. Его родители, Иоганн фон Вирдт (нем. Johann von Wierdt, умер в 1606 году) и Элизабет Штрайтховен (нем. Elisabeth Streithoven), принадлежали к мелкому дворянству и уже в раннем возрасте Иоганн уехал из дома, поступив на службу в испанскую кавалерию в Валлонии под начало испанского полководца Спинолы. В 1622 году он отличился при взятии Юлиха, получив звание лейтенанта.
В 1630 году Иоганн уже служил в армии Баварской лиги в звании полковника кавалерии. Всего через два года, в 1632 году он получает командование собственным полком. В последующие два года, 1633 и 1634, Иоганн прославился как мастер быстрых кавалерийских ударов. В 1634 году он отличился в битве при Нердлингене, получив в награду от императора Фердинанда II баронский титул, а от курфюрста Баварии Максимилиана I звание лейтенант-фельдмаршала.
В 1635 и 1636 годах полк фон Вирта воевал в Лотарингии и Люксембурге, в частности завладел Шпайером, после чего Иоганн перенёс боевые действия в сердце Франции. Начиная с июля 1636 года он совершил несколько рейдов из долины нижнего Мааса на территорию Франции и даже призвал кардинал-инфанта дона Фернандо Австрийского, который командовал испанскими силами, захватить Лувр. Впрочем едва всадники фон Вирта появились в Сен-Дени как в Компьене собралось около 50 тысяч добровольцев, готовых с оружием в руках отразить захватчиков. Несмотря на неудачу память об этом рейде и его командире сохранилась надолго и «Жаном де Вертом» ещё долго пугали детей во Франции.
Позже фон Вирт вновь сражался на Рейне, уничтожая конвои врага и избавляя от осад города, а в 1637 году взял Эренбрейтштейн. В феврале 1638 года он в бою под Рейнфельденом разбил веймарские войска, но вскоре после этого был взят в плен Бернхардом Саксен-Веймарским. Фон Вирт рассчитывал, что его обменяют на шведского фельдмаршала Густава Горна, но вместо этого был выдан французам. «Ужасного» Жана де Верта доставили в Париж, где он вызвал большой интерес как среди простонародья, так и среди аристократии. Позднее Иоганн признавался, что ничего не связывало его кроме данного им «честного слова». Несмотря на то, что в плену с фон Виртом обращались достойно, он всё же с тревогой смотрел в будущее, из-за того, что имперские власти затягивали его обмен, опасаясь вновь увидеть Горна во главе шведской армии. В результате фон Вирт был освобождён только в марте 1642 года.
После освобождения Иоганн фон Вирт вновь командовал баварской кавалерией и отличился во многих сражениях. Его первая кампания против французского маршала Гебриана протекала без осложнений, а вот вторая, в которой Иоганн участвовал под началом барона Франца фон Мерси, завершилась неожиданной победой у города Тутлинген 14—24 ноября 1643 года, в которой фон Верт сыграл ведущую роль. В 1644 году он воевал в долине нижнего Рейна, но затем вернулся к Мерси и блестяще сражался в битве у Фрайбурга. В следующем году благодаря храбрости и, одновременно опрометчивости, фон Верт сыграл наиболее заметную роль во время Второй битвы при Нёрдлингене. Во время сражения Мерси, командовавший соединёнными австро-баварскими войсками, был убит, а французы одержали победу. Вскоре после этого Верт был заменён на фельдмаршала Гелена. Иоганн был разочарован, но остался полностью верен воинскому кодексу чести и нашёл выход своей злости в возобновлении военных действий.
14 марта 1647 года баварский курфюрст заключил с Францией и Швецией Ульмское перемирие. Верт и его друг и бывший подчинённый Шпорк, посчитав поступок курфюрста изменой императору, перешли на службу Габсбургам. Император оценил преданность Верта и, в то время как курфюрст объявил его изменником, Фердинанд III возвёл Иоганна в графское достоинство и назначил главнокомандующим всей императорской кавалерией. Последняя для Верта военная кампания (1648) протекала без осложнений, и вскоре после её окончания он ушёл в отставку, чтобы жить в поместьях, которые он купил в ходе своей военной карьеры.
12 сентября 1652 года Иоганн фон Верт на 61-м году жизни скончался в Богемии, в 40 км северо-востоку от Праги, в поместье Бенатки-над-Йизероу, подаренном ему императором. Он был похоронен в церкви Рождества Богородицы в Бенатки-над-Йизероу.

## Память
В 1885 году на старом рынке в Кёльне Иоганну фон Верту был поставлен памятник.